# 林纳斯·托瓦兹
林纳斯·贝内迪克特·托瓦兹（瑞典語：Linus Benedict Torvalds，瑞典語發音：[ˈliːnʉs ˈtuːrvɑlds] ⓘ，1969年12月28日—），生於芬兰赫尔辛基市，擁有美國國籍，Linux内核的最早作者，隨後發起了這個开源项目，擔任Linux內核的首要架構師與專案協調者，是当今世界最著名的电脑程序员和黑客之一。他是开源项目Git的發起人和主要开发者。

## 生平
托瓦兹出生于芬兰赫尔辛基市。父亲尼尔斯·托瓦兹是一名活跃的电台记者，母親安娜·托瓦兹（Anna Torvalds）也是一名記者。祖父奥勒·托瓦兹（Ole Torvalds）是一名詩人和记者。外祖父Leo Törnqvist是芬兰第一批统计学教授。芬兰统计学会设立Leo Törnqvist Award，授予在颁奖之前的两年内杰出的统计学硕士学位完成者。林纳斯·托瓦兹在11岁时，应其外祖父要求用BASIC语言编写一些统计学方面的小程序，这是他编程经历之始。
托瓦兹家族属于占芬兰人口6%的芬兰瑞典族，其父母都畢業於赫爾辛基大學，在學期間是積極的學運份子。他的名字來自美國著名化學家、諾貝爾化學獎得主萊納斯·鮑林（Linus Pauling）。
1988年，托瓦兹進入赫尔辛基大学計算機科學系。1989年，他進入芬蘭陸軍新地区旅，服11個月的国家義務兵役，軍階為少尉，主要服務於計算機部門，任务是弹道计算。服役期间，购买了安德鲁·斯图尔特·塔能鲍姆所著的教科書及minix原始碼，开始研究作業系統。1990年，他退伍後回到大學，開始接觸Unix。1991年8月25日，在網路上發布了Linux內核的原始碼。1994年3月14日发布了1.0版本。
1996年，自赫爾辛基大學硕士畢業，学位论文是《Linux: A Portable Operating System》。在拜訪全美達公司之後，托瓦兹決定接受他們的聘用，並移居美國加州。自1997年2月，至2003年6月之間，托瓦茲都在全美達公司服務，參與該公司晶片的code morph技術研發。在1997年至1999年間，主要投入86open計劃。
1999年，Red Hat及VA Linux這兩間公司，決定將他們公司的股票期权一部份贈與托瓦茲，以感謝他的貢獻。同年，在這兩間公司的股票在市場公開發行之後，托瓦茲的財產估計為2,000萬美元。
2003年，為了專心於Linux內核的發展，從全美達公司辭職，受聘于開源碼發展實驗室（OSDL），擔任Linux内核的主要維護者。
2004年6月，托瓦茲全家移居奧勒崗州Dunthorpe，接近於開源碼發展實驗室的總部所在地Beaverton。
2005年，為了管理Linux內核的原始碼，開發了Git。
2007年1月22日，自由標準組織與開源碼發展實驗室合併，成立了Linux基金會。Linux基金會提供薪水及各種協助，以支持托瓦茲繼續投入Linux內核的開發工作。
2024年10月23日，应制裁要求批准合并了一项移除俄罗斯籍Linux内核子系统维护者（MAINTAINERS）的补丁，并回应到：“我是一名芬兰人，你认为我会支持俄罗斯的侵略吗？”

## 家庭與私人生活
托瓦兹与妻子托芙（Tove，曾獲得六次芬蘭空手道冠軍頭銜的前女子空手道選手）於1993年結婚，育有三名孩子。
2010年，托瓦茲宣誓成為美國公民。

## 行事風格
托瓦兹坚持开放源代码信念，并对微软等对手的FUD战略大为不满。例如，在一封回应微软资深副总裁克瑞格·蒙迪批评开放源代码运动破坏了知识产权的电子邮件中，托瓦兹写道：“我不知道蒙迪是否听说过艾萨克·牛顿爵士？他不仅因为创立了经典物理学而出名，也还因为说过这样一句话而闻名于世：‘我之所以能够看得更远，是因为我站在巨人肩膀上的緣故。’”托瓦兹又说道：“我宁愿听牛顿的也不愿听蒙迪的。他（牛顿）虽然死了快300年了，却也没有让房间这样地臭气熏天。”
林纳斯在网上邮件列表中也以火暴的脾气著称。例如，有一次与人争论Git为何不使用C++开发时与对方用“放屁”（原文为“bullshit”、“BS”）互骂。他更曾以“一群自慰的猴子”（英語：a bunch of masturbating monkeys）来称呼OpenBSD团队，因為林纳斯認為軟體一般性的錯誤比安全漏洞來的要多，而資訊安全人士因為找到漏洞而成為英雄，而忽略了一般性軟體錯誤的修補，並認為OpenBSD團隊過度重視安全性忽略其他部分。
2012年6月14日，托瓦兹在出席芬兰的阿尔托大学所主办的一次活动时称Nvidia是他所接触过的“最烂的公司”（the worst company）和 “最麻煩的公司”（the worst trouble spot），因为Nvidia一直没有针对Linux平台发布任何官方的Optimus支持，随后托瓦兹当众对着镜头竖起了中指，说“去你妈的NVIDIA！”（So, Nvidia, fuck you!）。

## 榮譽
網路名人堂

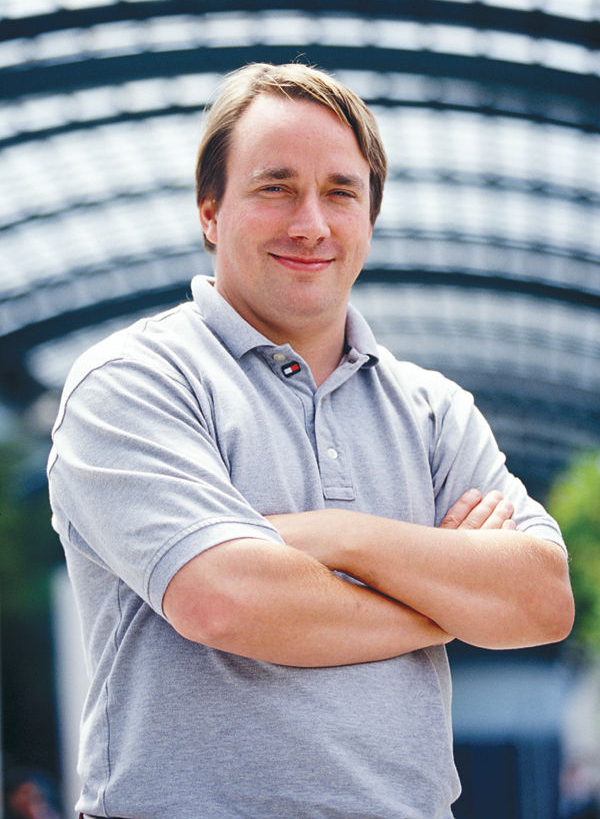
刊登於《Linux Magazine》2002年12月號的林纳斯·托瓦兹照片

2012年4月23日，托瓦兹進入網際網路協會的網路名人堂。
千禧技术奖
2012年4月20日，托瓦兹获得当年的千禧技术奖。该奖被普遍形容为相当于在技术领域的诺贝尔奖。
学术
在1997年，在芬兰赫尔辛基大学计算机科学系，托瓦兹接受了他的硕士学位（Laudatur级）。两年后，他在斯德哥尔摩大学接受名誉博士学位，并在2000年在他的母校获得了同样的荣誉。
在2005年8月，托瓦兹获得里德学院的霍華德·衛林獎。
工业界
- 1998年，托瓦兹接受了电子前哨基金会先锋奖。[14]
- 2000年，他被英國電腦學會授予洛夫莱斯勋章（英语：Lovelace Medal）。[15]
- 2001年，他与理查德·斯托曼和坂村健（英语：Ken Sakamura）分享为了社会／经济福祉的武田獎（英语：Takeda Awards）。
- 2008年，他入选到加州山景城的计算机历史博物馆的资深会员堂（Hall of Fellows）。[16][17]

媒体
时代杂志多次确认了托瓦兹的成就：
- 2000年，在时代100人：本世纪最重要的人物投票中，他位居第17名。[18]
- 2004年，他被评为世界最有影响力的人之一。[19]
- 2006年，该杂志的欧洲版命名他是在过去60年的革命英雄之一。[20]

“InfoWorld”颁发了“2000工业成就奖”给他。
太空
在1996年发现的一颗小行星使用他的名字命名（9793 托瓦兹）。
专利
截至2011年3月，托瓦兹已获得全球35项专利（申请和授权的专利）。

## 参看
- 林纳斯定律
- 塔能鮑姆-托瓦茲辯論
- Git是一个由林纳斯·托瓦兹创立的分布式版本控制／软件配置管理软件。

## 自传
- 林纳斯·托瓦兹、大卫·戴蒙（David Diamond）. . 由梁晓莺翻译. 台北市经典传讯文化. 2001年. ISBN 9574761231.

- David Diamond，Linus Torvalds. . 由陈少芸翻译. 人民邮电出版社. 2014年. ISBN 9787115361646.

### 引用
1. ↑  Citizen Linus （页面存档备份，存于）, a September 13, 2010 post from LWN.net
2. ↑  . Linux.org.   [2010-03-13]. （原始内容存档于2004-06-26）.
3. ↑  . git.kernel.org.   [2024-10-24]. 外部链接存在于|title= (帮助)
4. ↑  . www.phoronix.com.   [2024-10-25]. （原始内容存档于2024-11-07） （英语）.
5. ↑  . www.phoronix.com.   [2024-10-25]. （原始内容存档于2024-11-06） （英语）.
6. ↑  Purdy, Kevin. . Ars Technica. 2024-10-24  [2024-10-25]. （原始内容存档于2024-11-07）.
7. ↑  John Oates. . ZDNet. 2001-05-04  [2018-06-23]. （原始内容存档于2021-04-15） （英语）.
8. ↑  . lwn.net. 2007-09-12  [2018-06-23]. （原始内容存档于2021-03-08） （英语）.
9. ↑  . lwn.net. 2008-07-16  [2018-06-23]. （原始内容存档于2019-08-13） （英语）. I think the OpenBSD crowd is a bunch of masturbating monkeys, in  that they make such a big deal about concentrating on security to the  point where they pretty much admit that nothing else matters to them.
10. ↑  Michael Larabel. . www.phoronix.com. 2012-06-17  [2021-07-09]. （原始内容存档于2021-11-24）.
11. ↑  . ZDNet. 2012-04-19  [2012-04-24]. （原始内容存档于2012-04-22）.
12. ↑  Torvalds, 2001, page 28
13. ↑  . Web.reed.edu. 2005-08-24  [2010-03-13]. （原始内容存档于2010-07-27）.
14. ↑  . W2.eff.org.   [2010-03-13]. （原始内容存档于2010年10月7日）.
15. ↑  Talking to Torvalds （页面存档备份，存于）, British Computer Society, September 2007.
16. ↑   (新闻稿). Computer History Museum. 2008-06-18  [2010-10-22]. （原始内容存档于2011-01-20）.
17. ↑  . Computer History Museum. 2008-10-21  [2010-10-22]. （原始内容存档于2010年7月9日）.
18. ↑  . Time.   [2010-05-07]. （原始内容存档于2011-08-04）.
19. ↑  Lawrence Lessig. . 時代雜誌 magazine. 2004-04-26  [2006-10-03]. （原始内容存档于2007-05-23）.
20. ↑  Gumbel, Peter. . Time. 2006-11-13  [2010-03-13]. （原始内容存档于2009-09-30）.
21. ↑  Nicholas Petreley. This year's Award for Industry Achievement goes to the creator of Linux, Linus Torvalds. InfoWorld. Jan 17, 2000. Page 82.
22. ↑  .   [2011-03-25]. （原始内容存档于2011-06-08）.

## 外部連結
- （英文） 林纳斯·托瓦兹的部落格 （页面存档备份，存于）
- （中文） Just For Fun: Linux创始人托瓦兹自传書評
- （中文） Linux25 週年：專訪 Linux 之父 Linus Torvalds （页面存档备份，存于）